# Франция на зимних Олимпийских играх 2018
Франция на зимних Олимпийских играх 2018 года была представлена 107 спортсменами в 4 видах спорта. 26 сентября 2017 года было объявлено, что знаменосцем сборной станет двукратный олимпийский чемпион биатлонист Мартен Фуркад. На церемонии закрытия национальный флаг был доверен фигуристам Габриэле Пападакис и Гийому Сизерону, которые на Играх в Пхёнчхане стали серебряными призёрами в танцах на льду. По итогам соревнований на счету французских спортсменов были 5 золотых, 4 серебряных и 6 бронзовых медалей, что позволило сборной Франции занять 9-е место в неофициальном медальном зачёте.

## Медали
| Золото  |                                                              |                                                |            |
| №       | Спортсмены                                                   | Вид спорта (дисциплина)                        | Дата       |
| 1       | Перрин Лаффон                                                | Фристайл (могул, женщины)                      | 11 февраля |
| 2       | Мартен Фуркад                                                | Биатлон (гонка преследования, мужчины)         | 12 февраля |
| 3       | Пьер Вольтье                                                 | Сноуборд (сноуборд-кросс, мужчины)             | 15 февраля |
| 4       | Мартен Фуркад                                                | Биатлон (масс-старт, мужчины)                  | 18 февраля |
| 5       | Мари Дорен-Абер Анаис Бескон Симон Детьё Мартен Фуркад       | Биатлон (смешанная эстафета)                   | 20 февраля |
| Серебро |                                                              |                                                |            |
| №       | Спортсмены                                                   | Вид спорта (дисциплина)                        | Дата       |
| 1       | Алексис Пентюро                                              | Горнолыжный спорт (комбинация, мужчины)        | 13 февраля |
| 2       | Жулия Перейра                                                | Сноуборд (сноуборд-кросс, женщины)             | 16 февраля |
| 3       | Габриэла Пападакис Гийом Сизерон                             | Фигурное катание (танцы на льду)               | 20 февраля |
| 4       | Мари Мартино                                                 | Фристайл (хафпайп, женщины)                    | 20 февраля |
| Бронза  |                                                              |                                                |            |
| №       | Спортсмены                                                   | Вид спорта (дисциплина)                        | Дата       |
| 1       | Анаис Бескон                                                 | Биатлон (гонка преследования, женщины)         | 12 февраля |
| 2       | Виктор Мюффа-Жанде                                           | Горнолыжный спорт (комбинация, мужчины)        | 13 февраля |
| 3       | Алексис Пентюро                                              | Горнолыжный спорт (гигантский слалом, мужчины) | 18 февраля |
| 4       | Жан Марк Гайяр Морис Манифика Клеман Парисс Адриен Бакшайдер | Лыжные гонки (эстафета 4×10 км, мужчины)       | 18 февраля |
| 5       | Морис Манифика Ришар Жув                                     | Лыжные гонки (командный спринт, мужчины)       | 21 февраля |
| 6       | Анаис Шевалье Мари Дорен-Абер Жюстин Брезаз Анаис Бескон     | Биатлон (эстафета, женщины)                    | 22 февраля |

## Состав сборной
Первый этап отбора в сборную Франции для участия в зимних Олимпийских играх прошёл 18 декабря 2017 года, когда консультативная комиссия по олимпийскому отбору (CCSO) утвердила список из 10 спортсменов, выбранных для участия национальной федерацией ледового спорта. 28 января был опубликован окончательный состав сборной на Олимпийские игры.
 Биатлон
1. Антонин Гигонна
2. Симон Детьё
3. Эмильен Жаклен
4. Кантен Фийон Майе
5. Мартен Фуркад
6. Анаис Бескон
7. Жюстин Брезаз
8. Мари Дорен-Абер
9. Анаис Шевалье
10. Селия Эмонье

 Бобслей
1. Ромен Генрих
2. Венсан Кастель
3. Лоик Костерг
4. Дориан Отервиль
5. Венсан Рикар

 Горнолыжный спорт
1. Жан-Батист Гранж
2. Блез Гьезенданн
3. Жоан Кларе
4. Тома Мермийо-Блонден
5. Максанс Мюзатон
6. Виктор Мюффа-Жанде
7. Клеман Ноэль
8. Алексис Пентюро
9. Брис Роже
10. Адриен Тео
11. Тома Фанара
12. Матьё Февр
13. Тиана Барьо
14. Аделин Бо-Мюнье
15. Анн-Софи Барте
16. Тесса Ворле
17. Тиффани Готье
18. Лора Гоше
19. Роман Мирадоли
20. Настасья Ноанс
21. Женнифе Пьо

 Конькобежный спорт
1. Алексис Контен

 Лыжное двоеборье
1. Квота 1
2. Квота 2
3. Квота 3
4. Квота 4
5. Квота 5

 Лыжные гонки
1. Адриен Бакшайдер
2. Жан-Марк Гайяр
3. Батист Гро
4. Ришар Жув
5. Жюль Лапьер
6. Морис Манифика
7. Клемен Парисс
8. Дамьен Тарантола
9. Люка Шанава
10. Орор Жан
11. Делфин Клодель
12. Коралин Тома Юг
13. Анук Февр-Пикон

 Прыжки на лыжах с трамплина
1. Венсан Декомб-Севуа
2. Джонатан Лиройд
3. Леа Лемар
4. Люсиль Морат

 Сноуборд
1. Лоан Боццоло
2. Пьер Вольтье
3. Кен Вуанью
4. Сильвен Дюфур
5. Мерлен Сурже
6. Шарлотта Бэнкс
7. Клеманс Грималь
8. Люсиль Лефевр
9. Нелли Моенн-Локкоз
10. Жюлия Перерйра
11. Софи Родригес
12. Мирабель Товекс
13. Хлоя Треспёш

 Фигурное катание
1. Шафик Бессегье
2. Ромен Ле Гак
3. Гийом Сизерон
4. Морган Сипре
5. Ванесса Джеймс
6. Мари-Жад Лорио
7. Маэ Беренис Мейте
8. Габриэла Пападакис

 Фристайл
1. Антуан Аделис
2. Антони Бенна
3. Арно Боволента
4. Бенуа Буратти
5. Томас Криф
6. Франсуа Плас
7. Кевин Роллан
8. Бенжамен Саве
9. Саша Теохарис
10. Теренс Чикнаворян
11. Жан-Фредерик Шапюи
12. Лу Барен
13. Ализе Барон
14. Мариэль Берже-Саббатель
15. Офели Дави
16. Камиль Каброль
17. Анаис Карадё
18. Тесс Ледё
19. Перрин Ляффон

 Шорт-трек
1. Себастьян Лепап
2. Тибо Фоконне
3. Вероник Пьеррон
4. Тифани Уо-Маршан

Также на Игры был заявлен горнолыжник Жюльен Лизеру, однако он не выступил ни в одной из олимпийских дисциплин.

## Результаты соревнований

### Биатлон
Большинство олимпийских лицензий на Игры 2018 года были распределены по результатам выступления стран в зачёт Кубка наций в рамках Кубка мира 2016/2017. По его результатам сборная Франции заняла 2-е место, как в мужском зачёте, так и в женском. Благодаря этому результату НОК Франции получил право заявить для участия в соревнованиях максимально возможное количество биатлонистов. При этом в одной дисциплине страна может выставить не более четырёх биатлонистов. Помимо Франции такого же результата смогли добиться только спортсмены Германии.
Всего от Франции на Игры было заявлено 12 человек, однако ни разу на старт не вышли Симон Фуркад, для которого эти Игры могли стать четвёртыми в карьере, и молодая спортсменка Жюли Симон.
Мужчины
| Соревнование         | Спортсмены                                                | Стрельба                             | Время                                     | Место       | Отставание |
| -------------------- | --------------------------------------------------------- | ------------------------------------ | ----------------------------------------- | ----------- | ---------- |
| спринт               | Мартен Фуркад                                             | 3+0                                  | 24:00,9                                   | 8           | +22,1      |
| спринт               | Симон Детьё                                               | 2+0                                  | 24:11,1                                   | 12          | +32,3      |
| спринт               | Антонин Гигонна                                           | 1+2                                  | 24:37,5                                   | 27          | +58,7      |
| спринт               | Кантен Фийон Майе                                         | 3+1                                  | 25:28,1                                   | 48          | +1:49,3    |
| гонка преследования  | Мартен Фуркад                                             | 1+0+0+0                              | 32:51,7                                   | 1           | +0,0       |
| гонка преследования  | Симон Детьё                                               | 1+0+1+1                              | 33:55,4                                   | 7           | +1:03,7    |
| гонка преследования  | Антонин Гигонна                                           | 2+1+0+2                              | 35:27,9                                   | 19          | +2:36,2    |
| гонка преследования  | Кантен Фийон Майе                                         | 3+0+2+2                              | 37:57,2                                   | 44          | +5:05,5    |
| индивидуальная гонка | Мартен Фуркад                                             | 0+0+0+2                              | 48:46,2                                   | 5           | +42,4      |
| индивидуальная гонка | Антонин Гигонна                                           | 0+2+0+0                              | 50:33,5                                   | 23          | +2:29,7    |
| индивидуальная гонка | Симон Детьё                                               | 0+2+1+1                              | 51:03,6                                   | 27          | +2:59,8    |
| индивидуальная гонка | Эмильен Жаклен                                            | 2+2+2+1                              | 55:26,1                                   | 77          | +7:22,3    |
| масс-старт           | Мартен Фуркад                                             | 1+0+0+1                              | 35:47,3                                   | 1           | +0,0       |
| масс-старт           | Антонин Гигонна                                           | 1+0+2+2                              | 37:15,3                                   | 19          | +1:28,0    |
| масс-старт           | Симон Детьё                                               | 1+2+2+0                              | 37:45,9                                   | 22          | +1:58,6    |
| масс-старт           | Кантен Фийон Майе                                         | 3+2+2+0                              | 38:57,5                                   | 29          | +3:10,2    |
| эстафета 4×7,5 км    | Симон Детьё Эмильен Жакелин Мартен Фуркад Антонен Гигонна | 3+12 0+2 2+3 0+0 0+1 0+1 1+3 0+1 0+1 | 1:18:43,1 20:12,1 19:06,0 20:01,2 19:23,8 | 5 15 12 7 5 | +3:26,6    |

Женщины
| Соревнование         | Спортсмены                                               | Стрельба                             | Время                                     | Место           | Отставание |
| -------------------- | -------------------------------------------------------- | ------------------------------------ | ----------------------------------------- | --------------- | ---------- |
| спринт               | Мари Дорен-Абер                                          | 1+0                                  | 21:39,3                                   | 4               | +33,1      |
| спринт               | Жюстин Брезаз                                            | 1+1                                  | 21:54,1                                   | 10              | +47,9      |
| спринт               | Анаис Шевалье                                            | 1+1                                  | 22:15,6                                   | 16              | +1:09,4    |
| спринт               | Анаис Бескон                                             | 0+2                                  | 22:20,8                                   | 19              | +1:14,6    |
| гонка преследования  | Анаис Бескон                                             | 0+0+1+0                              | 31:04,9                                   | 3               | +29,6      |
| гонка преследования  | Анаис Шевалье                                            | 3+0+0+2                              | 33:28,0                                   | 24              | +2:52,7    |
| гонка преследования  | Мари Дорен-Абер                                          | 2+0+2+3                              | 33:37,8                                   | 27              | +3:02,5    |
| гонка преследования  | Жюстин Брезаз                                            | 0+2+1+4                              | 34:08,0                                   | 34              | +3:32,7    |
| индивидуальная гонка | Анаис Шевалье                                            | 1+1+1+0                              | 45:01,9                                   | 28              | +3:54,7    |
| индивидуальная гонка | Анаис Бескон                                             | 2+0+1+0                              | 45:10,9                                   | 31              | +4:03,7    |
| индивидуальная гонка | Селия Эмонье                                             | 2+1+0+2                              | 46:40,3                                   | 48              | +5:33,1    |
| индивидуальная гонка | Жюстин Брезаз                                            | 1+2+2+0                              | 46:57,2                                   | 55              | +5:50,0    |
| масс-старт           | Мари Дорен-Абер                                          | 0+1+0+1                              | 36:20,9                                   | 9               | +57,9      |
| масс-старт           | Анаис Бескон                                             | 1+0+2+1                              | 37:23,5                                   | 17              | +2:00,5    |
| масс-старт           | Жюстин Брезаз                                            | 0+1+3+1                              | 37:49,6                                   | 20              | +2:26,6    |
| масс-старт           | Анаис Шевалье                                            | 2+3+1+0                              | 40:39,7                                   | 29              | +5:16,7    |
| эстафета 4×6 км      | Анаис Шевалье Мари Дорен-Абер Жюстин Брезаз Анаис Бескон | 0+14 0+1 0+2 0+1 0+1 0+3 0+3 0+1 0+2 | 1:12:21,0 17:20,8 18:25,6 18:40,6 17:54,0 | · 5 · 6 · 2 · 3 | +17,6      |

Смешанная эстафета
| Соревнование       | Спортсмены                                             | Стрельба                    | Время                             | Место           | Отставание |
| ------------------ | ------------------------------------------------------ | --------------------------- | --------------------------------- | --------------- | ---------- |
| смешанная эстафета | Мари Дорен-Абер Анаис Бескон Симон Детьё Мартен Фуркад | 0+4 0+0 0+0 0+1 0+3 0+0 0+0 | 1:08:34,3 15:51,1 16:46,4 17:58,4 | · 3 · 4 · 3 · 1 | +0,0       |

### Бобслей

#### Бобслей
Квалификация спортсменов для участия в Олимпийских играх осуществлялась на основании рейтинга IBSF (англ. IBSF Ranking) по состоянию на 14 января 2018 года. По его результатам сборная Франции завоевала по одной олимпийской лицензии в двойках и четвёрках.
Мужчины
| Соревнование | Спортсмены                                               | 1 заезд   | 1 заезд | 2 заезд   | 2 заезд | 3 заезд   | 3 заезд | 4 заезд   | 4 заезд | Итоговый результат | Итоговое место | Отставание |
| Соревнование | Спортсмены                                               | Результат | Место   | Результат | Место   | Результат | Место   | Результат | Место   | Итоговый результат | Итоговое место | Отставание |
| ------------ | -------------------------------------------------------- | --------- | ------- | --------- | ------- | --------- | ------- | --------- | ------- | ------------------ | -------------- | ---------- |
| двойки       | Ромен Генрих Дориан Отервиль                             | 49,74     | 18      | 49,73     | 18      | 49,55     | 12      | 49,46     | 7       | 3:18,48            | 13             | +1,62      |
| четвёрки     | Лоик Костерг Венсан Рикар Венсан Кастель Дориан Отервиль | 49,09     | 12      | 49,36     | 11      | 49,19     | 10      | 49,92     | 20      | 3:17,56            | 11             | +1,71      |

### Коньковые виды спорта

#### Конькобежный спорт
По сравнению с прошлыми Играми в программе конькобежного спорта произошёл ряд изменений. Были добавлены соревнвнования в масс-старте, где спортсменам необходимо будет преодолеть 16 кругов, с тремя промежуточными финишами, набранные очки на которых помогут в распределении мест, начиная с 4-го. Также впервые с 1994 года конькобежцы будут бежать дистанцию 500 метров только один раз. Распределение квот происходило по итогам первых четырёх этапов Кубка мира. По их результатам был сформирован сводный квалификационный список, согласно которому сборная Франции стала обладателем олимпийских квот на трёх дистанциях. Все лицензии для страны принёс трёхкратный призёр чемпионатов мира Алексис Контен.
Мужчины
Индивидуальные гонки
| Соревнование | Спортсмены     | Результат | Место | Отставание |
| ------------ | -------------- | --------- | ----- | ---------- |
| 1500 метров  | Алексис Контен | 1:47,33   | 22    | +3,32      |
| 5000 метров  | Алексис Контен | 6:18,13   | 11    | +8,37      |

Масс-старт
| Соревнование | Спортсмены     | Полуфинал | Полуфинал | Полуфинал | Полуфинал | Полуфинал | Финал | Финал | Финал   | Финал |
| Соревнование | Спортсмены     | Забег     | Круги     | Очки      | Время     | Место     | Круги | Очки  | Время   | Место |
| ------------ | -------------- | --------- | --------- | --------- | --------- | --------- | ----- | ----- | ------- | ----- |
| масс-старт   | Алексис Контен | 2         | 16        | 3         | 8:28,70   | 8 Q       | 16    | 0     | 7:45,64 | 10    |

#### Фигурное катание
Большинство олимпийских лицензий на Игры 2018 года были распределены по результатам выступления спортсменов в рамках чемпионата мира 2017 года. По его итогам сборная Франции смогла завоевать по одной лицензии в одиночном катании и по две в парном, однако затем отказалась от квоты в парном катании. Также сборная Франции получила право выступить в командных соревнованиях.
| Соревнование              | Спортсмены                       | Короткая программа | Короткая программа | Произвольная программа | Произвольная программа | Всего        | Всего |
| Соревнование              | Спортсмены                       | Сумма баллов       | Место              | Сумма баллов           | Место                  | Сумма баллов | Место |
| ------------------------- | -------------------------------- | ------------------ | ------------------ | ---------------------- | ---------------------- | ------------ | ----- |
| мужское одиночное катание | Шафик Бессегье                   | 72,10              | 26                 | завершил выступление   | завершил выступление   | 72,10        | 26    |
| женское одиночное катание | Маэ Беренис Мейте                | 53,67              | 22 Q               | 106,25                 | 18                     | 159,92       | 19    |
| парное катание            | Ванесса Джеймс Морган Сипре      | 75,34              | 6 Q                | 143,19                 | 5                      | 218,53       | 5     |
| танцы на льду             | Габриэла Пападакис Гийом Сизерон | 81,93              | 2 Q                | 123,35                 | 1                      | 205,28       | 2     |
| танцы на льду             | Мари-Жад Лорио Ромен Ле Гак      | 59,97              | 18 Q               | 89,62                  | 17                     | 149,59       | 17    |

Командные соревнования
| Соревнование           | Спортсмены                                                                                   | Короткая программа      | Короткая программа     | Короткая программа      | Короткая программа      | Произвольная программа | Произвольная программа | Произвольная программа | Произвольная программа | Всего     | Всего |
| Соревнование           | Спортсмены                                                                                   | Мужчины                 | Женщины                | Пары                    | Танцы                   | Мужчины                | Женщины                | Пары                   | Танцы                  | Результат | Место |
| ---------------------- | -------------------------------------------------------------------------------------------- | ----------------------- | ---------------------- | ----------------------- | ----------------------- | ---------------------- | ---------------------- | ---------------------- | ---------------------- | --------- | ----- |
| командные соревнования | Шафик Бессегье Маэ Беренис Мейте Ванесса Джеймс / Морган Сипре Мари-Жад Лорио / Ромен Ле Гак | 61,06 10-е место 1 очко | 46,62 9-е место 2 очка | 68,49 6-е место 5 очков | 57,94 6-е место 5 очков | завершили выступление  | завершили выступление  | завершили выступление  | завершили выступление  | 13        | 10    |

#### Шорт-трек
Квалификация на зимние Олимпийские игры в шорт-треке проходила по результатам четырёх этапов Кубка мира 2017/2018. По итогам этих турниров был сформирован олимпийский квалификационный лист, согласно которому французская сборная получила право заявить для участия в Играх двух мужчин и двух женщин.
Мужчины
| Соревнование | Спортсмены      | Отборочный раунд | Отборочный раунд | Отборочный раунд | Четвертьфинал        | Четвертьфинал        | Четвертьфинал        | Полуфинал            | Полуфинал            | Полуфинал            | Финал                | Финал                | Итоговое место |
| Соревнование | Спортсмены      | Забег            | Результат        | Место            | Забег                | Результат            | Место                | Забег                | Результат            | Место                | Результат            | Место                | Итоговое место |
| ------------ | --------------- | ---------------- | ---------------- | ---------------- | -------------------- | -------------------- | -------------------- | -------------------- | -------------------- | -------------------- | -------------------- | -------------------- | -------------- |
| 500 метров   | Себастьян Лепап | 3                | 40,900           | 3                | завершил выступление | завершил выступление | завершил выступление | завершил выступление | завершил выступление | завершил выступление | завершил выступление | завершил выступление | 22             |
| 500 метров   | Тибо Фоконне    | 1                | 1:04,756         | 4                | завершил выступление | завершил выступление | завершил выступление | завершил выступление | завершил выступление | завершил выступление | завершил выступление | завершил выступление | 27             |
| 1000 метров  | Тибо Фоконне    | 4                | 1:24,381         | 2 Q              | 1                    | 1:24,344             | 3                    | завершил выступление | завершил выступление | завершил выступление | завершил выступление | завершил выступление | 12             |
| 1000 метров  | Себастьян Лепап | 5                | 1:23,489         | 3                | завершил выступление | завершил выступление | завершил выступление | завершил выступление | завершил выступление | завершил выступление | завершил выступление | завершил выступление | 19             |
| 1500 метров  | Тибо Фоконне    | 6                | 2:15,768         | 2                | не проводится        | не проводится        | не проводится        | 2                    | 2:12,049             | 2 QA                 | 2:53,150             | 7                    | 7              |
| 1500 метров  | Себастьян Лепап | 4                | 2:13,965         | 2 Q              | не проводится        | не проводится        | не проводится        | 3                    | 2:11,967             | 5                    | завершил выступление | завершил выступление | 15             |

Женщины
| Соревнование | Спортсмены       | Отборочный раунд | Отборочный раунд | Отборочный раунд | Четвертьфинал         | Четвертьфинал         | Четвертьфинал         | Полуфинал             | Полуфинал             | Полуфинал             | Финал                 | Финал                 | Итоговое место |
| Соревнование | Спортсмены       | Забег            | Результат        | Место            | Забег                 | Результат             | Место                 | Забег                 | Результат             | Место                 | Результат             | Место                 | Итоговое место |
| ------------ | ---------------- | ---------------- | ---------------- | ---------------- | --------------------- | --------------------- | --------------------- | --------------------- | --------------------- | --------------------- | --------------------- | --------------------- | -------------- |
| 500 метров   | Тифани Уо-Маршан | 6                | 44,659           | 3                | завершила выступление | завершила выступление | завершила выступление | завершила выступление | завершила выступление | завершила выступление | завершила выступление | завершила выступление | 22             |
| 500 метров   | Вероник Пьеррон  | 4                | 43,148           | 4                | завершила выступление | завершила выступление | завершила выступление | завершила выступление | завершила выступление | завершила выступление | завершила выступление | завершила выступление | 25             |
| 1000 метров  | Вероник Пьеррон  | 1                | 1:35,299         | 2 Q              | 1                     | 1:30,323              | 4                     | завершила выступление | завершила выступление | завершила выступление | завершила выступление | завершила выступление | 15             |
| 1500 метров  | Вероник Пьеррон  | 4                | 2:22,119         | 3                | не проводится         | не проводится         | не проводится         | 1                     | 2:28,023              | 5                     | завершила выступление | завершила выступление | 13             |
| 1500 метров  | Тифани Уо-Маршан | 5                | 2:29,996         | 4                | не проводится         | не проводится         | не проводится         | завершила выступление | завершила выступление | завершила выступление | завершила выступление | завершила выступление | 23             |

### Лыжные виды спорта

#### Горнолыжный спорт
Квалификация спортсменов для участия в Олимпийских играх осуществлялась на основании специального квалификационного рейтинга FIS по состоянию на 21 января 2018 года. При этом НОК для участия в Олимпийских играх мог выбрать только того спортсмена, который вошёл в топ-500 олимпийского рейтинга в своей дисциплине, и при этом имел определённое количество очков, согласно квалификационной таблице. Страны, не имеющие участников в числе 500 сильнейших спортсменов, могли претендовать только на квоты категории B в технических дисциплинах. По итогам квалификационного отбора сборная Франции завоевала 19 олимпийских лицензий, а спустя несколько дней, после перераспределения квот отказавшихся стран, получила ещё 3, достигнув максимально возможного значения в 22 квоты.
Мужчины
| Соревнование      | Спортсмены           | Скоростной спуск/ 1 спуск | Скоростной спуск/ 1 спуск | Слалом/ 2 спуск | Слалом/ 2 спуск | Всего   | Место | Отставание |
| Соревнование      | Спортсмены           | Время                     | Место                     | Время           | Место           | Всего   | Место | Отставание |
| ----------------- | -------------------- | ------------------------- | ------------------------- | --------------- | --------------- | ------- | ----- | ---------- |
| скоростной спуск  | Брис Роже            | не проводится             | не проводится             | не проводится   | не проводится   | 1:41,39 | 8     | +1,14      |
| скоростной спуск  | Жоан Кларе           | не проводится             | не проводится             | не проводится   | не проводится   | 1:42,39 | 18    | +2,14      |
| скоростной спуск  | Максанс Мюзатон      | не проводится             | не проводится             | не проводится   | не проводится   | 1:42,96 | 23    | +2,71      |
| скоростной спуск  | Адриен Тео           | не проводится             | не проводится             | не проводится   | не проводится   | 1:42,99 | 26    | +2,74      |
| супергигант       | Блез Гизенданнер     | не проводится             | не проводится             | не проводится   | не проводится   | 1:24,82 | 4     | +0,38      |
| супергигант       | Адриен Тео           | не проводится             | не проводится             | не проводится   | не проводится   | 1:25,76 | 15    | +1,32      |
| супергигант       | Максанс Мюзатон      | не проводится             | не проводится             | не проводится   | не проводится   | 1:26,08 | 18    | +1,64      |
| супергигант       | Брис Роже            | не проводится             | не проводится             | не проводится   | не проводится   | 1:26,10 | 19    | +1,66      |
| комбинация        | Алексис Пентюро      | 1:20,28                   | 10                        | 46,47           | 3               | 2:06,75 | 2     | +0,23      |
| комбинация        | Виктор Мюффа-Жанде   | 1:21,57                   | 29                        | 45,97           | 2               | 2:07,54 | 3     | +1,02      |
| комбинация        | Тома Мермийо-Блонден | 1:20,89                   | 17                        | 47,13           | 6               | 2:08,02 | 6     | +1,50      |
| комбинация        | Максанс Мюзатон      | 1:20,58                   | 14                        | DNF             | DNF             | —       | —     | —          |
| слалом            | Клеман Ноэль         | 48,58                     | 7                         | 51,12           | 10              | 1:39,70 | 4     | +0,71      |
| слалом            | Алексис Пентюро      | 48,54                     | 6                         | 51,18           | 11              | 1:39,72 | 5     | +0,73      |
| слалом            | Виктор Мюффа-Жанде   | 48,34                     | 3                         | 51,41           | 14              | 1:39,75 | 6     | +0,76      |
| слалом            | Жан-Батист Гранж     | DNF                       | DNF                       | —               | —               | —       | —     | —          |
| гигантский слалом | Алексис Пентюро      | 1:08,90                   | 2                         | 1:10,45         | 12              | 2:19,35 | 3     | +1,31      |
| гигантский слалом | Тома Фанара          | 1:09,22                   | 6                         | 1:10,61         | 16              | 2:19,83 | 5     | +1,79      |
| гигантский слалом | Виктор Мюффа-Жанде   | 1:09,44                   | 8                         | 1:10,41         | 10              | 2:19,85 | 6     | +1,81      |
| гигантский слалом | Матьё Февр           | 1:09,06                   | 5                         | 1:10,93         | 20              | 2:19,99 | +1,95 | 7          |

Женщины
| Соревнование      | Спортсмены      | Скоростной спуск/ 1 спуск | Скоростной спуск/ 1 спуск | Слалом/ 2 спуск | Слалом/ 2 спуск | Всего   | Место | Отставание |
| Соревнование      | Спортсмены      | Время                     | Место                     | Время           | Место           | Всего   | Место | Отставание |
| ----------------- | --------------- | ------------------------- | ------------------------- | --------------- | --------------- | ------- | ----- | ---------- |
| скоростной спуск  | Тиффани Готье   | не проводится             | не проводится             | не проводится   | не проводится   | 1:41,04 | 13    | +1,82      |
| скоростной спуск  | Женнифе Пьо     | не проводится             | не проводится             | не проводится   | не проводится   | 1:41,17 | 16    | +1,95      |
| скоростной спуск  | Роман Мирадоли  | не проводится             | не проводится             | не проводится   | не проводится   | 1:41,64 | 18    | +2,42      |
| скоростной спуск  | Лора Гоше       | не проводится             | не проводится             | не проводится   | не проводится   | 1:42,29 | 22    | +3,07      |
| супергигант       | Роман Мирадоли  | не проводится             | не проводится             | не проводится   | не проводится   | 1:22,36 | 19    | +1,25      |
| супергигант       | Женнифе Пьо     | не проводится             | не проводится             | не проводится   | не проводится   | 1:22,38 | 20    | +1,27      |
| супергигант       | Лора Гоше       | не проводится             | не проводится             | не проводится   | не проводится   | 1:22,56 | 22    | +1,45      |
| супергигант       | Тесса Ворле     | не проводится             | не проводится             | не проводится   | не проводится   | 1:23,54 | 28    | +2,43      |
| комбинация        | Лора Гоше       | 1:42,15                   | 11                        | 42,64           | 12              | 2:24,79 | 12    | +3,89      |
| комбинация        | Ромен Мирадоли  | 1:41,83                   | 9                         | DNF             | DNF             | —       | —     | —          |
| комбинация        | Анна-Софи Барте | DNS                       | DNS                       | —               | —               | —       | —     | —          |
| слалом            | Настасья Ноанс  | 51,84                     | 23                        | 50,44           | 13              | 1:42,28 | 20    | +3,65      |
| слалом            | Аделин Бо-Мюнье | 52,65                     | 31                        | DNF             | DNF             | —       | —     | —          |
| гигантский слалом | Тесса Ворле     | 1:12,06                   | 14                        | 1:09,00         | 2               | 2:21,06 | 7     | +1,04      |
| гигантский слалом | Тиана Барьо     | 1:13,54                   | 23                        | 1:10,06         | 15              | 2:23,60 | 19    | +3,58      |
| гигантский слалом | Аделин Бо-Мюнье | 1:12,89                   | 17                        | 1:11,04         | 26              | 2:23,93 | 20    | +3,91      |

Командные соревнования
Командные соревнования в горнолыжном спорте дебютируют в программе Олимпийских игр. Состав сборной состоит из 4 спортсменов (2 мужчин и 2 женщин). Командные соревнования проводятся как параллельные соревнования с использованием ворот и флагов гигантского слалома. Победитель каждого индивидуального тура приносит 1 очко своей команде. При равном счёте каждая команда получает по одному очку. Если равный счёт имеет место в конце тура (2:2), команда с лучшим суммарным временем лучшей женщины и лучшего мужчины (или вторыми лучшими, если первые имеют равное время) выигрывает тур.
| Соревнование           | Спортсмены                                               | 1/8 финала                        | 1/4 финала           | Полуфинал             | Финал                              | Место |
| Соревнование           | Спортсмены                                               | Соперник / Результат              | Соперник / Результат | Соперник / Результат  | Соперник / Результат               | Место |
| ---------------------- | -------------------------------------------------------- | --------------------------------- | -------------------- | --------------------- | ---------------------------------- | ----- |
| командные соревнования | Тесса Ворле Аделин Бо-Мюнье Клеман Ноэль Алексис Пентюро | Канада (11) · В 2:2 (41,13:41,17) | Италия (3) · В 3:1   | Швейцария (2) · П 1:3 | Малый                              | 4     |
| командные соревнования | Тесса Ворле Аделин Бо-Мюнье Клеман Ноэль Алексис Пентюро | Канада (11) · В 2:2 (41,13:41,17) | Италия (3) · В 3:1   | Швейцария (2) · П 1:3 | Норвегия (4) · П 2:2 (41,29:41,17) | 4     |

#### Лыжное двоеборье
Лыжное двоеборье остаётся единственной олимпийской дисциплиной в программе зимних Игр, в которой участвуют только мужчины. Квалификация спортсменов для участия в Олимпийских играх осуществлялась на основании специального квалификационного рейтинга FIS по состоянию на 21 января 2018 года. По итогам квалификационного отбора сборная Франции завоевала максимально возможные 5 олимпийские лицензии.
Мужчины
| Соревнование              | Спортсмены | Прыжки с трамплина | Прыжки с трамплина | Лыжная гонка | Лыжная гонка | Лыжная гонка | Итоговое время | Место |
| Соревнование              | Спортсмены | Результат          | Место              | Гандикап     | Результат    | Место        | Итоговое время | Место |
| ------------------------- | ---------- | ------------------ | ------------------ | ------------ | ------------ | ------------ | -------------- | ----- |
| нормальный трамплин/10 км |            |                    |                    |              |              |              |                |       |
|                           |            |                    |                    |              |              |              |                |       |
|                           |            |                    |                    |              |              |              |                |       |
|                           |            |                    |                    |              |              |              |                |       |
| большой трамплин/10 км    |            |                    |                    |              |              |              |                |       |
|                           |            |                    |                    |              |              |              |                |       |
|                           |            |                    |                    |              |              |              |                |       |
|                           |            |                    |                    |              |              |              |                |       |
| эстафета                  |            |                    |                    |              |              |              |                |       |

#### Лыжные гонки
Квалификация спортсменов для участия в Олимпийских играх осуществлялась на основании специального квалификационного рейтинга FIS по состоянию на 21 января 2018 года. Для получения олимпийской лицензии категории «A» спортсменам необходимо было набрать максимум 100 очков в дистанционном рейтинге FIS. При этом каждый НОК может заявить на Игры 1 мужчину и 1 женщины, если они выполнили квалификационный критерий «B», по которому они смогут принять участие в спринте и гонках на 10 км для женщин или 15 км для мужчин. По итогам квалификационного отбора сборная Франции завоевала 12 олимпийских лицензий, а после перераспределения квот получила ещё одну.
Мужчины
Дистанционные гонки
| Соревнование              | Спортсмены     | Результат | Место | Отставание |
| ------------------------- | -------------- | --------- | ----- | ---------- |
| 15 км свободным стилем    |                |           |       |            |
|                           |                |           |       |            |
|                           |                |           |       |            |
|                           |                |           |       |            |
| скиатлон 15+15 км         | Морис Манифика | 1:16:34,2 | 5     | +14,2      |
| скиатлон 15+15 км         | Клеман Парисс  | 1:17:08,6 | 13    | +48,6      |
| скиатлон 15+15 км         | Жюль Лапьер    | 1:17:19,1 | 15    | +59,1      |
| скиатлон 15+15 км         | Жан-Марк Гайяр | 1:18:48,5 | 28    | +2:28,5    |
| 50 км классическим стилем |                |           |       |            |
|                           |                |           |       |            |
|                           |                |           |       |            |
|                           |                |           |       |            |
| эстафета 4×10 км          |                |           |       |            |

Спринт
| Соревнование     | Спортсмены  | Квалификация  | Квалификация  | Четвертьфинал        | Четвертьфинал        | Четвертьфинал        | Полуфинал            | Полуфинал            | Полуфинал            | Финал                | Финал                | Итоговое место |
| Соревнование     | Спортсмены  | Результат     | Место         | Заезд                | Результат            | Место                | Заезд                | Результат            | Место                | Результат            | Место                | Итоговое место |
| ---------------- | ----------- | ------------- | ------------- | -------------------- | -------------------- | -------------------- | -------------------- | -------------------- | -------------------- | -------------------- | -------------------- | -------------- |
| спринт           | Батист Гро  | 3:16,27       | 20 Q          | 5                    | 3:18.62              | 2 Q                  | 2                    | 3:27.44              | 6                    | Завершил выступление | Завершил выступление | 12             |
| спринт           | Ришар Жув   | 3:17,69       | 29 Q          | 1                    | 3:12.40              | 3                    | Завершил выступление | Завершил выступление | Завершил выступление | Завершил выступление | Завершил выступление | 16             |
| спринт           | Люка Шанава | 3:18,46       | 34            | Завершил выступление | Завершил выступление | Завершил выступление | Завершил выступление | Завершил выступление | Завершил выступление | Завершил выступление | Завершил выступление | 34             |
| командный спринт |             | Не проводится | Не проводится | Не проводится        | Не проводится        | Не проводится        |                      |                      |                      |                      |                      |                |

Женщины
Дистанционные гонки
| Соревнование              | Спортсмены      | Результат | Место | Отставание |
| ------------------------- | --------------- | --------- | ----- | ---------- |
| 10 км свободным стилем    |                 |           |       |            |
|                           |                 |           |       |            |
|                           |                 |           |       |            |
|                           |                 |           |       |            |
| скиатлон 7,5+7,5 км       | Анук Февр-Пикон | 42:03,8   | 13    | +1:18,9    |
| скиатлон 7,5+7,5 км       | Орор Жан        | 43:00,8   | 23    | +2:15,9    |
| скиатлон 7,5+7,5 км       | Коралин Тома Юг | 43:56,2   | 29    | +3:11,3    |
| 30 км классическим стилем |                 |           |       |            |
|                           |                 |           |       |            |
|                           |                 |           |       |            |
|                           |                 |           |       |            |
| эстафета 4×5 км           |                 |           |       |            |

Спринт
| Соревнование     | Спортсмены | Квалификация  | Квалификация  | Четвертьфинал         | Четвертьфинал         | Четвертьфинал         | Полуфинал             | Полуфинал             | Полуфинал             | Финал                 | Финал                 | Итоговое место |
| Соревнование     | Спортсмены | Результат     | Место         | Заезд                 | Результат             | Место                 | Заезд                 | Результат             | Место                 | Результат             | Место                 | Итоговое место |
| ---------------- | ---------- | ------------- | ------------- | --------------------- | --------------------- | --------------------- | --------------------- | --------------------- | --------------------- | --------------------- | --------------------- | -------------- |
| спринт           | Орор Жан   | 3:32,45       | 46            | Завершила выступление | Завершила выступление | Завершила выступление | Завершила выступление | Завершила выступление | Завершила выступление | Завершила выступление | Завершила выступление | 46             |
| командный спринт |            | Не проводится | Не проводится | Не проводится         | Не проводится         | Не проводится         |                       |                       |                       |                       |                       |                |

#### Прыжки на лыжах с трамплина
Квалификация спортсменов для участия в Олимпийских играх осуществлялась на основании специального квалификационного рейтинга FIS по состоянию на 21 января 2018 года. По итогам квалификационного отбора сборная Франции завоевала 4 олимпийские лицензии.
Мужчины
| Соревнование        | Спортсмены          | Квалификация | Квалификация | Финал     | Финал    | Финал                | Финал                | Финал                | Финал                | Итоговое место |
| Соревнование        | Спортсмены          | Результат    | Место        | 1 прыжок  | 1 прыжок | 2 прыжок             | 2 прыжок             | Всего                | Место                | Итоговое место |
| Соревнование        | Спортсмены          | Результат    | Место        | Результат | Место    | Результат            | Место                | Всего                | Место                | Итоговое место |
| ------------------- | ------------------- | ------------ | ------------ | --------- | -------- | -------------------- | -------------------- | -------------------- | -------------------- | -------------- |
| нормальный трамплин | Джонатан Лиройд     | 106,7        | 30 Q         | 104,1     | 25 Q     | 103,8                | 21                   | 207,9                | 27                   | 27             |
| нормальный трамплин | Венсан Декомб-Севуа | 92,1         | 44 Q         | 82,4      | 43       | завершил выступление | завершил выступление | завершил выступление | завершил выступление | 43             |
| большой трамплин    | Джонатан Лиройд     | 92,1         | 34 Q         | 100,1     | 41       | завершил выступление | завершил выступление | завершил выступление | завершил выступление | 41             |
| большой трамплин    | Венсан Декомб-Севуа | 69,9         | 48 Q         | 72,9      | 50       | завершил выступление | завершил выступление | завершил выступление | завершил выступление | 50             |

Женщины
| Соревнование        | Спортсмены   | 1 прыжок  | 1 прыжок | 2 прыжок  | 2 прыжок | Всего | Место |
| Соревнование        | Спортсмены   | Результат | Место    | Результат | Место    | Всего | Место |
| ------------------- | ------------ | --------- | -------- | --------- | -------- | ----- | ----- |
| нормальный трамплин | Люсиль Морат | 79,7      | 19 Q     | 75,1      | 27       | 154,8 | 21    |
| нормальный трамплин | Леа Лемар    | 62,3      | 29 Q     | 84,5      | 19       | 146,8 | 28    |

#### Сноуборд
По сравнению с прошлыми Играми в программе соревнований произошёл ряд изменений. Вместо параллельного слалома были добавлены соревнования в биг-эйре. Во всех дисциплинах, за исключением мужского сноуборд-кросса, изменилось количество участников соревнований, был отменён полуфинальный раунд, а также в финалах фристайла спортсмены стали выполнять по три попытки. Квалификация спортсменов для участия в Олимпийских играх осуществлялась на основании специального квалификационного рейтинга FIS по состоянию на 21 января 2018 года. Для каждой дисциплины были установлены определённые условия, выполнив которые спортсмены могли претендовать на попадание в состав сборной для участия в Олимпийских играх. По итогам квалификационного отбора сборная Франции завоевала 13 олимпийских лицензий.
Мужчины
Сноуборд-кросс
| Соревнование   | Спортсмены   | Квалификация | Квалификация  | Квалификация | 1/8 финала | 1/8 финала | Четвертьфинал | Четвертьфинал | Полуфинал            | Полуфинал            | Финал                | Итоговое место |
| Соревнование   | Спортсмены   | 1 спуск      | 2 спуск       | Место        | Заезд      | Место      | Заезд         | Место         | Заезд                | Место                | Место                | Итоговое место |
| -------------- | ------------ | ------------ | ------------- | ------------ | ---------- | ---------- | ------------- | ------------- | -------------------- | -------------------- | -------------------- | -------------- |
| сноуборд-кросс | Пьер Вольтье | 1:13,14      | не участвовал | 1 Q          | 1          | 2 Q        | 1             | 1 Q           | 1                    | 3                    | 1                    | 1              |
| сноуборд-кросс | Мерлен Сурже | 1:13,82      | не участвовал | 5 Q          | 3          | 3 Q        | 2             | 5             | завершил выступление | завершил выступление | завершил выступление | 17             |
| сноуборд-кросс | Кен Вуанью   | 1:14,29      | не участвовал | 10 Q         | 7          | 2 Q        | 4             | DNF           | завершил выступление | завершил выступление | завершил выступление | 21             |
| сноуборд-кросс | Лоан Боццоло | 1:16,15      | 1:16,11       | 31 Q         | 6          | 3 Q        | 3             | DNF           | завершил выступление | завершил выступление | завершил выступление | 24             |

Слалом
| Соревнование                   | Спортсмены    | Квалификация | Квалификация | Квалификация | Квалификация | 1/8 финала                     | Четвертьфинал              | Полуфинал                  | Финал                   | Место |
| Соревнование                   | Спортсмены    | Синий курс   | Красный курс | Всего        | Место        | Соперник Результат             | Соперник Результат         | Соперник Результат         | Соперник Результат      | Место |
| ------------------------------ | ------------- | ------------ | ------------ | ------------ | ------------ | ------------------------------ | -------------------------- | -------------------------- | ----------------------- | ----- |
| параллельный гигантский слалом | Сильвен Дюфур | 41,92        | 43,35        | 1:25,27      | 4 Q          | POLО. Квятковский (13) В −0,10 | ITAЭ. Коратти (12) В −0,19 | SUIН. Гальмарини (1) П DNF | Малый                   | 4     |
| параллельный гигантский слалом | Сильвен Дюфур | 41,92        | 43,35        | 1:25,27      | 4 Q          | POLО. Квятковский (13) В −0,10 | ITAЭ. Коратти (12) В −0,19 | SUIН. Гальмарини (1) П DNF | SLOЖ. Кошир (2) П +1,49 | 4     |

Женщины
Фристайл
| Соревнование | Спортсмены      | Квалификация | Квалификация | Квалификация | Квалификация | Финал                 | Финал                 | Финал                 | Финал                 | Итоговое место |
| Соревнование | Спортсмены      | Заезд        | 1 спуск      | 2 спуск      | Место        | 1 спуск               | 2 спуск               | 3 спуск               | Место                 | Итоговое место |
| ------------ | --------------- | ------------ | ------------ | ------------ | ------------ | --------------------- | --------------------- | --------------------- | --------------------- | -------------- |
| хафпайп      | Мирабель Товекс | 62,25        | 64,25        | 64,25        | 10 Q         | 59,50                 | 30,25                 | 63,00                 | 9                     | 9              |
| хафпайп      | Софи Родригес   | 65,00        | 13,50        | 65,00        | 9 Q          | 50,50                 | 14,75                 | 13,75                 | 10                    | 10             |
| хафпайп      | Клеманс Грималь | 14,25        | 13,00        | 14,25        | 24           | завершила выступление | завершила выступление | завершила выступление | завершила выступление | 24             |
| слоупстайл   | Люсиль Лефевр   | отменена     | отменена     | отменена     | отменена     | 28,35                 | 17,31                 | отменён               | 25                    | 25             |

Сноуборд-кросс
| Соревнование   | Спортсмены         | Квалификация | Квалификация   | Квалификация | Четвертьфинал | Четвертьфинал | Полуфинал | Полуфинал | Финал | Итоговое место |
| Соревнование   | Спортсмены         | 1 спуск      | 2 спуск        | Место        | Заезд         | Место         | Заезд     | Место     | Место | Итоговое место |
| -------------- | ------------------ | ------------ | -------------- | ------------ | ------------- | ------------- | --------- | --------- | ----- | -------------- |
| сноуборд-кросс | Жюлия Перерйра     | 1:21,72      | 1:20,17        | 15 Q         | 4             | 2 Q           | 2         | 3 Q       | 2     | 2              |
| сноуборд-кросс | Хлоя Треспёш       | 1:18,51      | не участвовала | 6 Q          | 3             | 1 Q           | 2         | 2 Q       | 5     | 5              |
| сноуборд-кросс | Шарлотта Бэнкс     | 1:18,18      | не участвовала | 5 Q          | 2             | 3 Q           | DNF       | 6         | Малый | 7              |
| сноуборд-кросс | Шарлотта Бэнкс     | 1:18,18      | не участвовала | 5 Q          | 2             | 3 Q           | DNF       | 6         | 1     | 7              |
| сноуборд-кросс | Нелли Моенн-Локкоз | 1:20,23      | не участвовала | 8 Q          | 1             | 3 Q           | 1         | 5         | Малый | 10             |
| сноуборд-кросс | Нелли Моенн-Локкоз | 1:20,23      | не участвовала | 8 Q          | 1             | 3 Q           | 1         | 5         | 4     | 10             |

#### Фристайл
По сравнению с прошлыми Играми изменения произошли в хафпайпе и слоупстайле. Теперь в финалах этих дисциплин фристайлисты стали выполнять по три попытки, при этом итоговое положение спортсменов по-прежнему определяется по результату лучшей из них. Квалификация спортсменов для участия в Олимпийских играх осуществлялась на основании специального квалификационного рейтинга FIS по состоянию на 21 января 2018 года. Для каждой дисциплины были установлены определённые условия, выполнив которые спортсмены могли претендовать на попадание в состав сборной для участия в Олимпийских играх. По итогам квалификационного отбора сборная Франции завоевала 20 олимпийских лицензий, а после перераспределения квот получила ещё одну в мужском слоупстайле, отказавшись при этом от двух лицензий в могуле и хафпайпе.
Мужчины
Могул и акробатика
| Соревнование | Спортсмены    | Квалификация 1 | Квалификация 1 | Квалификация 2 | Квалификация 2 | Квалификация 2 | Финал 1              | Финал 1              | Финал 2              | Финал 2              | Финал 3              | Финал 3              | Итоговое место |
| Соревнование | Спортсмены    | Очки           | Место          | Очки           | Лучший         | Место          | Очки                 | Место                | Очки                 | Место                | Очки                 | Место                | Итоговое место |
| ------------ | ------------- | -------------- | -------------- | -------------- | -------------- | -------------- | -------------------- | -------------------- | -------------------- | -------------------- | -------------------- | -------------------- | -------------- |
| могул        | Саша Теохарис | 76,55          | 10 Q           | не участвовал  | не участвовал  | не участвовал  | 77,09                | 12 Q                 | 34,49                | 9                    | завершил выступление | завершил выступление | 9              |
| могул        | Антони Бенна  | 76,28          | 12             | 60,30          | 76,28          | 6 Q            | 76,43                | 13                   | завершил выступление | завершил выступление | завершил выступление | завершил выступление | 13             |
| могул        | Бенжамен Саве | 72,74          | 21             | 71,03          | 72,74          | 15             | завершил выступление | завершил выступление | завершил выступление | завершил выступление | завершил выступление | завершил выступление | 25             |

Парк и пайп
| Соревнование | Спортсмены    | Квалификация | Квалификация | Квалификация | Финал                | Финал                | Финал                | Финал                | Итоговое место |
| Соревнование | Спортсмены    | 1 заезд      | 2 заезд      | Место        | 1 заезд              | 2 заезд              | 3 заезд              | Место                | Итоговое место |
| ------------ | ------------- | ------------ | ------------ | ------------ | -------------------- | -------------------- | -------------------- | -------------------- | -------------- |
| хафпайп      | Томас Криф    | 74,40        | 25,80        | 10 Q         | 9,80                 | DNS                  | DNS                  | 10                   | 10             |
| хафпайп      | Кевин Роллан  | 87,80        | 37,80        | 6 Q          | 6,40                 | 6,40                 | 5,60                 | 11                   | 11             |
| слоупстайл   | Бенуа Буратти | 67,00        | 62,00        | 21           | завершил выступление | завершил выступление | завершил выступление | завершил выступление | 21             |
| слоупстайл   | Антуан Аделис | 10,00        | 17,60        | 30           | завершил выступление | завершил выступление | завершил выступление | завершил выступление | 30             |

Ски-кросс
| Соревнование | Спортсмены         | Квалификация | Квалификация | 1/8 финала | 1/8 финала | Четвертьфинал        | Четвертьфинал        | Полуфинал            | Полуфинал            | Финал                | Итоговое место |
| Соревнование | Спортсмены         | Результат    | Место        | Заезд      | Место      | Заезд                | Место                | Заезд                | Место                | Место                | Итоговое место |
| ------------ | ------------------ | ------------ | ------------ | ---------- | ---------- | -------------------- | -------------------- | -------------------- | -------------------- | -------------------- | -------------- |
| ски-кросс    | Арно Боволента     | 1:10,12      | 14 Q         | 5          | 2 Q        | 3                    | 2 Q                  | 2                    | 3                    | Малый                | 6              |
| ски-кросс    | Арно Боволента     | 1:10,12      | 14 Q         | 5          | 2 Q        | 3                    | 2 Q                  | 2                    | 3                    | 2                    | 6              |
| ски-кросс    | Франсуа Плас       | 1:10,26      | 18 Q         | 8          | 1 Q        | 4                    | 3                    | завершил выступление | завершил выступление | завершил выступление | 10             |
| ски-кросс    | Жан-Фредерик Шапюи | 1:09,84      | 7 Q          | 7          | 2 Q        | 4                    | 4                    | завершил выступление | завершил выступление | завершил выступление | 13             |
| ски-кросс    | Теренс Чикнаворян  | 1:10,41      | 24 Q         | 2          | DNF        | завершил выступление | завершил выступление | завершил выступление | завершил выступление | завершил выступление | 28             |

Женщины
Могул и акробатика
| Соревнование | Спортсмены     | Квалификация 1 | Квалификация 1 | Квалификация 2 | Квалификация 2 | Квалификация 2 | Финал 1               | Финал 1               | Финал 2               | Финал 2               | Финал 3               | Финал 3               | Итоговое место |
| Соревнование | Спортсмены     | Очки           | Место          | Очки           | Лучший         | Место          | Очки                  | Место                 | Очки                  | Место                 | Очки                  | Место                 | Итоговое место |
| ------------ | -------------- | -------------- | -------------- | -------------- | -------------- | -------------- | --------------------- | --------------------- | --------------------- | --------------------- | --------------------- | --------------------- | -------------- |
| могул        | Перрин Ляффон  | 79,72          | 1 Q            | не участвовала | не участвовала | не участвовала | 75,76                 | 6 Q                   | 77,86                 | 3 Q                   | 78,65                 | 1                     | 1              |
| могул        | Камиль Каброль | 68,89          | 16             | DNF            | 68,89          | 12             | завершила выступление | завершила выступление | завершила выступление | завершила выступление | завершила выступление | завершила выступление | 22             |

Парк и пайп
| Соревнование | Спортсмены   | Квалификация | Квалификация | Квалификация | Финал                 | Финал                 | Финал                 | Финал                 | Итоговое место |
| Соревнование | Спортсмены   | 1 заезд      | 2 заезд      | Место        | 1 заезд               | 2 заезд               | 3 заезд               | Место                 | Итоговое место |
| ------------ | ------------ | ------------ | ------------ | ------------ | --------------------- | --------------------- | --------------------- | --------------------- | -------------- |
| хафпайп      | Мари Мартино | 91,60        | 92,00        | 2 Q          | 92,20                 | 92,60                 | 23,20                 | 2                     | 2              |
| хафпайп      | Анаис Карадё | 25,00        | 72,80        | 12 Q         | DNS                   | DNS                   | DNS                   | 12                    | 12             |
| слоупстайл   | Тесс Ледё    | 69,40        | 28,40        | 15           | завершила выступление | завершила выступление | завершила выступление | завершила выступление | 15             |
| слоупстайл   | Лу Барен     | 50,60        | 38,40        | 19           | завершила выступление | завершила выступление | завершила выступление | завершила выступление | 19             |

Ски-кросс
| Соревнование | Спортсмены              | Квалификация | Квалификация | 1/8 финала | 1/8 финала | Четвертьфинал | Четвертьфинал | Полуфинал            | Полуфинал            | Финал                | Итоговое место |
| Соревнование | Спортсмены              | Результат    | Место        | Заезд      | Место      | Заезд         | Место         | Заезд                | Место                | Место                | Итоговое место |
| ------------ | ----------------------- | ------------ | ------------ | ---------- | ---------- | ------------- | ------------- | -------------------- | -------------------- | -------------------- | -------------- |
| ски-кросс    | Ализе Барон             | 1:14,11      | 6 Q          | 6          | 1 Q        | 3             | 2 Q           | 2                    | DNF                  | Малый                | 5              |
| ски-кросс    | Ализе Барон             | 1:14,11      | 6 Q          | 6          | 1 Q        | 3             | 2 Q           | 2                    | DNF                  | 1                    | 5              |
| ски-кросс    | Мариэль Берже-Саббатель | 1:15,60      | 12 Q         | 3          | 2 Q        | 2             | 3             | завершил выступление | завершил выступление | завершил выступление | 10             |